# А-Понтенова
А-Понтенова (гал. A Pontenova, ісп. Puente Nuevo) — муніципалітет в Іспанії, у складі автономної спільноти Галісія, у провінції Луго. Населення — 2892 осіб (2009).
Муніципалітет розташований на відстані близько 440 км на північний захід від Мадрида, 46 км на північний схід від Луго.
Муніципалітет складається з таких паррокій: Бого, Конфорто, А-Понтенова, Ресесенде, Санто-Естево-де-Ресесенде, Вілабоа, Віламеа, Вілаоудріс, Вілаоурус, Віларміде, Шудан.

## Демографія
Динаміка населення (INE ):

## Галерея зображень

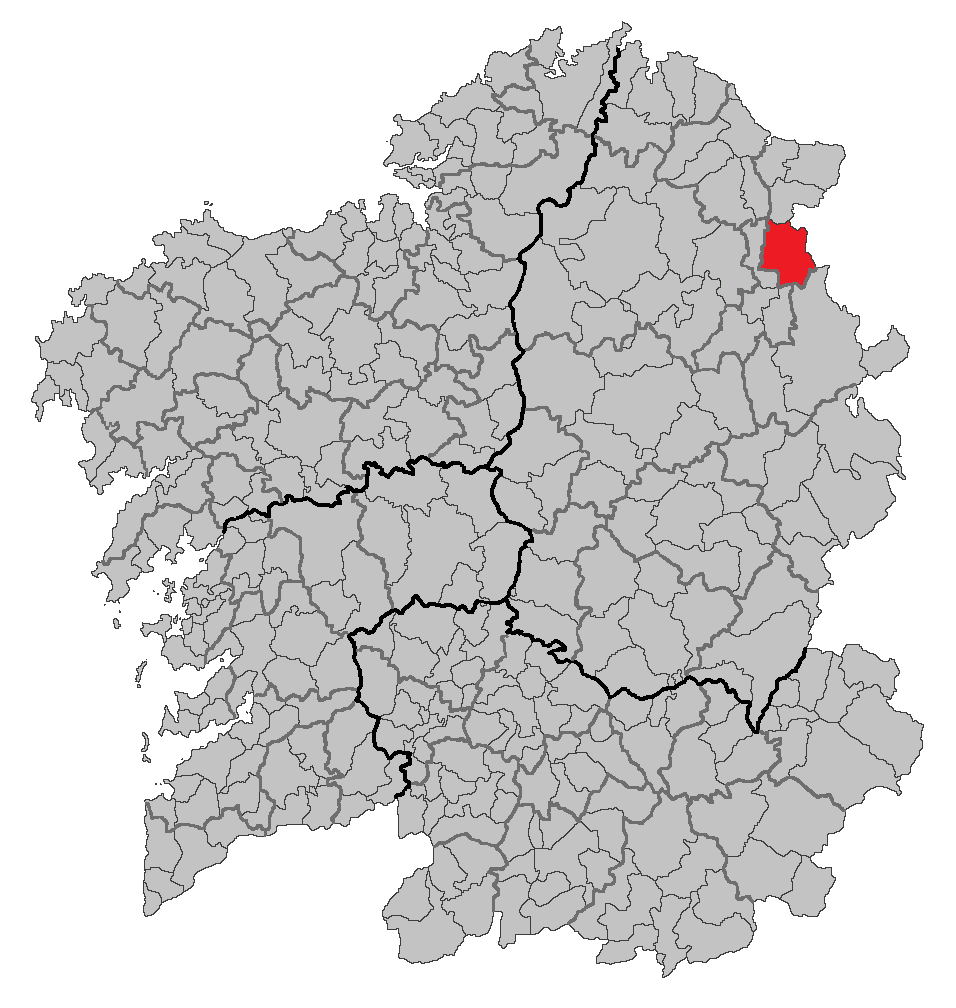
Розташування муніципалітету

## Парафії
Муніципалітет складається з таких парафій: 

## Релігія
А-Понтенова входить до складу Лугоської діоцезії Католицької церкви.